# Закони спілкування
Зако́ни спілкува́ння — найзагальніші нежорсткі тенденції, які наявні у всіх типах групового і масового спілкування.
Комунікативні закони пов'язані із закономірностями процесу комунікації, психологічними особливостями учасників спілкування, їх соціальними ролями.
Російський мовознавець Й.Стернін виокремлює основні закони спілкування:
- Закон дзеркального  розвитку спілкування: у процесі спілкування співрозмовники імітують стиль один одного.Така імітація відбувається автоматично, підсвідомо. Дія закону віддзеркалення починається тоді, коли хтось із учасників спілкування відхиляється від його норм. У разі породження конфлікту дію цього закону можна нейтралізувати: якщо хтось починає кричати, а йому демонстративно відповідають тихо й повільно, то співрозмовник (за законом віддзеркалення) стане говорити тихіше.

- Закон залежності ефективності спілкування від комунікативних зусиль: ефективність спілкування прямо пропорційна комунікативним зусиллям. Тобто, щоб досягти комунікативного успіху, необхідно застосовувати весь арсенал вербальних і невербальних засобів, дотримуватись законів, правил, конвенцій спілкування, норм етикету тощо.
- Закон прогресивного зростання нетерпіння слухачів: чим довше говорить мовець, тим неуважнішими і нетерплячішими стають його слухачі. Ефективне мовлення повинне бути коротким і тривати не довше 10 хвилин.
- Закон зниження рівня інтелекту аудиторії зі збільшенням її чисельності: чим більше людей слухає промовця, тим нижчим є середній рівень інтелекту аудиторії. У цьому законі знаходить своє втілення "ефект натовпу", який полягає у тому, що в натовпі людина гірше мислить логічно, активізується права півкуля, що відповідає за емоції. Тому в натовпі посилюються емоційні реакції і послаблюється інтелектуальна діяльність, знижується критичність сприйняття.
- Закон комунікативного самозбереження: людина у спілкуванні намагається зберегти досягнуту нею комунікативну рівновагу. Цей закон дає змогу людині підтримувати внутрішній спокій, рівновагу,трансформуючи  дратівливу інформацію в спокійнішу.
- Закон ритму спілкування: співвідношення говоріння і мовчання в мовленні кожної людини - постійна величина. У кількісному вияві вона становить приблизно 1 : 23.Отже людина говорить менше, ніж мовчить. Звичайний ритм спілкування необхідно витримувати. В іншому випадку можлива поява психічного неспокою, стресів, погіршення настрою і загального стану здоров'я.
- Закон мовленнєвого самовпливу: словесне втілення ідеї або емоції формує цю ідею або емоцію у мовця. Як свідчить практика, словесне втілення певної думки дає змогу людині впевнитися в ній, остаточно утвердити її для себе. На цьому законі, зокрема, ґрунтується аутогенне тренування, в основі котрого — словесні команди, які подає людина сама собі і які регулюють її психічні та фізичні стани: «Я спокійний, серце б'ється рівно, у мене хороший настрій» тощо.
- Закон довіри до зрозумілих висловлювань: чим простіше мовець висловлює свої думки, тим краще його розуміють і більше йому вірять. Йдеться про апеляцію до вічних і простих істин. Цей закон стосується також форми висловлення згаданих істин: вона не повинна бути ускладненою.
- Закон притягування критики: чим більше людина виділяється в оточенні, тим більше про неї лихословлять і критикують її вчинки. Дію цього закону пояснюють психологічно: все, що привертає увагу, стає предметом обговорення; концентруються ж переважно на недоліках людей, що певним чином виділилися, з метою опустити їх до свого рівня.
- Закон самовиникнення інформації: у разі дефіциту інформації в певній групі спілкування інформація самопороджується у вигляді чуток. Раз народившись, вони можуть стати причиною появи інших чуток.
- Закон модифікації нестандартної комунікативної поведінки учасників спілкування: якщо співрозмовник у спілкуванні порушує комунікативні норми, інший співрозмовник змушує його змінити комунікативну поведінку. Цей закон конкурує із законом віддзеркалення: перемагає один із цих законів, залежно від ситуації, особистостей учасників спілкування, їхніх комунікативних ролей, статусів, психології, ментальних станів тощо.
- Закон прискореного поширення негативної інформації: інформація негативного змісту має тенденцію до швидшого поширення, аніж позитивна. Дія цього закону пов'язана з підвищеною увагою людей до негативних чинників, оскільки позитивне швидко сприймають за норму і перестають обговорювати.
- Закон спотворення інформації («зіпсованого телефону»): будь-яка інформація, яку передають у групі спілкування, спотворюється в процесі передавання. Міра спотворення інформації прямо пропорційна кількості осіб, які її передають. Причини спотворення — суб'єктивна інтерпретація інформації кожною особою, яка її отримує, а також дія «правила коментування», тобто особистісного ставлення до змісту інформації.
- Закон емоційної афіліації («зараження»): особи, які перебувають в однаковому емоційному стані, прагнуть об'єднатися в групу і спілкуватися один з одним. Збуджені люди створюють групи і навіть натовпи; люди і в поганому настрої шукають друзів по нещастю; веселій людині хочеться спілкуватися з веселими партнерами.
- Закон мовленнєвого посилення емоцій: емоційні вигуки людини посилюють емоцію, яку ця людина переживає в цей час.  Встановлено,  що словесна констатація  емоції посилює її в півтора – два рази. Це явище активно використовують у пропаганді, рекламі, медитативних і релігійних практиках (див. іще вище дзеркальне).
- Закон мовленнєвого поглинання емоцій: у разі послідовної вдумливої розповіді про емоцію, яку переживають, вона поглинається мовленням і зникає. Висловлене у зв’язній розповіді емоційне переживання і вислухане  кимось «зникає» разом зі словами, використаними для розповіді. Слова ніби всмоктують емоцію, забирають її в людини. Це явище відоме як «поскаржитись комусь на життя».
- Закон емоційного пригнічування логіки: перебуваючи в емоційному стані, людина втрачає логічність і аргументованість мовлення. Збуджену людину логікою не переконати, з нею слід спілкуватись спокійно, не сперечаючись, демонстративно погоджуватися, потроху знижувати рівень її збудженості, заспокоювати, щоб згодом задіти логіку.

Знання комунікативних законів та вміння використовувати їх є важливими складовими комунікативної компетенції кожної освіченої людини. 